# Magda Live
 Magda Live – pierwszy koncertowy album Magdy Piskorczyk, nagrany 1 grudnia 2006 w RGstudio Radia Gdańsk. 
Płyta prezentuje trzynaście akustycznych utworów wybranych i zaaranżowanych przez Magdę Piskorczyk, a wykonanych przez artystkę wraz z jej zespołem. W albumie znaleźć można interpretacje klasyki jazzu (All of Me), bluesa (Walking Blues) i gospel (Joshua Fit the Battle of Jericho) oraz współczesnych kompozycji autorów takich jak Tracy Chapman (Crossroads) czy Paul Rodgers (Muddy Water Blues). Na płycie znajduje się również ballada Jacques'a Brela, Hearts.
Album zawiera multimedia, pokaz zdjęć oraz 15-minutowy film wideo, przedstawiający wybrane fragmenty zarejestrowanego koncertu. Płytę promował singiel i teledysk z utworem All of Me (wykonany przez Szymona Kołodziejczyka) oraz singiel Hearts. Premiera radiowa płyty odbyła się 17 lutego 2008 w Programie 3 Polskiego Radia w audycji Minimax Piotra Kaczkowskiego. Na okładce znajduje się fotografia wykonana przez Ireneusza Graffa.
Wydawnictwo otrzymało nominację do Nagrody Fryderyk 2009 w kategorii Album Roku Blues.

## Wykonawcy
- Magda Piskorczyk – wokal, gitara akustyczna, aranżacje;
- Aleksandra Siemieniuk – gitara rezofoniczna i akustyczna;
- Arkadiusz Osenkowski – saksofon tenorowy;
- Roman Ziobro – kontrabas;
- Maksymilian Ziobro – perkusja.

## Lista utworów
1. Powitanie
2. Walking Blues
3. Fever
4. On the Hunt
5. Crossroads Intro
6. Crossroads
7. Work Song
8. Canned Heat
9. Muddy Water Blues
10. Kermit Blues Intro
11. Hard to Get
12. Hearts
13. All of Me
14. Up above My Head
15. Jericho Intro
16. Joshua Fit the Battle of Jericho
17. Walk over God's Heaven
18. Pożegnanie